# Уједињена Српска
Уједињена Српска (УС) је парламентарна политичка странка са сједиштем у Републици Српској која је основана 22. новембра 2015. у Бањалуци. Тренутни предсједник странке је Ненад Стевандић, потпредсједник Народне скупштине Републике Српске и посланик у деветом сазиву.

## Историја
Настала је средином децембра 2015. године, као резултат сукоба тада високопозиционираног члана у Српској демократској странци, Ненада Стевандића, са врхом странке око политичких потеза СДС-а на нивоу власти БиХ, што је кулминирало у првој половини 2015. године напуштањем странке од стране Стевандића, и формирањем Слободног демократског српског клуба у Народној скупштини РС, уз још два бивша посланика СДС-а, те једног посланика ДНС-а.
Дана 17. марта 2017. године, Изворна Српска се ујединила са Уједињеном Српском, чиме је народни посланик Славко Дуњић постао други посланик Уједињене Српске у деветом сазиву Народне скупштине.

## Статут Уједињене Српске
Циљ Уједињене Српске је да дјелује на остваривању политичких, економских, културних, вјерских, образовних и других интереса српског народа у Републици Српској и шире, и то тако што:
- штити и унапређује Републику Српску, интересе српског народа и свих грађана на простору БиХ,
- чува културу и традицију српског народа и његову духовност, афирмише и штити српски језик и ћирилично писмо,
- ради на поштовању основних начела парламентарне демократије,
- чува и развија политичко јединство и националну слогу,
- ради на истицању приватне својине и тржишне привреде као најефикаснијег облика власништва, осим у стратешким областима значајних за Републику Српску и БиХ,
- бори се за социјалну правду и права на здравствену заштиту,
- бори се за остваривање владавине права и неповредивост власништва,
- бори се за ефикаснију и одговорнију државну управу и независно правосуђе,
- залаже се за очување животне средине,
- залаже се за убрзан привредни развој и малу и ефикасну администрацију,
- штити интересе и права радника и њихово право на синдикално организовање.

Уједињена Српска своје циљеве остварује у складу са позитивним правним прописима и правилима изборног законодавства, користећи легалне и легитимне политичке инструменте , ослањајући се на вољу народа који представља.

## Резултати
| Избори | # гласова | % од важећих | # посланика     | Влада         |
| ------ | --------- | ------------ | --------------- | ------------- |
| 2014.  |           |              | 2 / 83 (од СДС) | подршка влади |
| 2018.  | 21.187    | 3,09%        | 3 / 83          | владајући     |
| 2022.  | 32.696    | 5,11%        | 4 / 83          | владајући     |